# Bahía Onelli
Die Bahía Onelli ist eine Bucht am Upsala-Arm des Lago Argentino im Nationalpark Los Glaciares. In der Vergangenheit war die Bucht bekannt als Puerto de las Vacas („Hafen der Rinder“), aufgrund der dort wildlebenden Rinder.
Die Bucht ist umgeben mit urzeitlichem Regenwald mit Moosen, Flechten und Farnen, moosbedeckten Antarktischen Scheinbuchen, Winterrinden, Lenga-Südbuchen, Coihuen, Patagonischen Zypressen und weiteren Pflanzenarten.
Sie bietet einen Panoramablick auf den Zusammenfluss der Gletscher Onelli, Agassiz, Bolados und Heim vom Ufer der Lagune Onelli aus. Die Bucht ist mit dem Schiff von El Calafate aus erreichbar.